# زینت مؤدب
زینت مؤدب (۱۳۰۲ – ۶ مرداد ۱۴۰۲)بازیگر سینما اهل ایران بود. زینت مؤدب در سال ۱۳۲۶ در فیلم طوفان زندگی، به کارگردانی علی دریابیگی، نقش اول هنرپیشه زن را بازی کرد که با توجه به محدودیت‌های آن زمان برای بازیگری زنان خبرساز شد. مؤدب علاوه بر بازیگری، به تدوین و دوبله فیلم‌ها و بازی در نمایش‌های رادیویی و مجری‌گری هم پرداخته بود. او پس از مهاجرت به آمریکا در سال ۱۹۷۴ موقتاً دست از کارهای هنری کشید ولی چند سال بعد به همراه همسرش، پرویز خطیبی، اولین رادیوی فارسی‌زبان شهر نیویورک را پایه‌گذاری کردند. وی در ۶ مرداد ۱۴۰۲ در سن ۱۰۰ سالگی در آمریکا درگذشت.

## زندگی‌نامه
زینت مؤدب در سال ۱۳۰۲ در شهر لاهیجان زاده شد. پدرش معلم سرخانهٔ احمد شاه و مادرش مالک چندین شالیزار بود. در ۵ سالگی پدرش را از دست داد. در ۱۴ سالگی به‌طور غیابی به عقد مردی که ۳۰ سال از وی بزرگتر بود درآمد و به آبادان رفت. ۳ سال بعد طلاق گرفت و به همراه دخترش «نسرین» به تهران برگشت. پس از آن در وزارت کشور به عنوان ماشین‌نویس استخدام شد. در اوقات بیکاری به سینما می‌رفت و فیلم‌های هالیوودی تماشا می‌کرد. به خاطر علاقه به سینما پیشنهاد بازی در سینما را پذیرفت. وی ستاره اولین فیلم سینمایی ناطق فارسی است که در داخل ایران تهیه شد. آن فیلم "طوفان زندگی" نام داشت و محصول سال ۱۳۲۶ "میترا فیلم " به کارگردانی علی دریابیگی بود که تهیه‌کننده آن اسماعیل کوشان بوده‌است. چندی بعد با شرکت در فیلم "زندانی امیر" در همین استودیو به عنوان اولین زن تدوینگر ایرانی به کار مونتاژ فیلم می‌پردازد. در سال ۱۳۲۸ هنگام ساختن فیلم "واریته بهاری" اولین فیلم کمدی فارسی با پرویز خطیبی نویسنده و کارگردان مطرح آن زمان آشنا شد. زینت خطیبی پس از ازدواج با پرویز خطیبی و پس از بازی در فیلم "دشمن زن" در سال ۱۳۳۷ به نوشته و کارگردانی پرویز خطیبی کارهای هنری خود را محدود به دوبلاژ فیلم و کار در رادیو ایران و شرکت در نمایش‌های رادیویی نمود. از نقش‌های بیاد ماندنی او در دوبله فیلم، "خواب جینی را می‌بینم" در نقش "باربارا ادن" و نقش منشی در سریال "پری میسون" بود. زینت مؤدب به مدت ۱۷ سال در رادیو ایران به فعالیت اشتغال داشت. او سال‌ها با نام مستعار "آرزو" به اجرای نقش‌های مختلف در نمایش‌های جدی رادیویی پرداخت و اولین مجری زن برنامه‌های "راه شب" و "رادیو دریاً بود که به طور زنده پخش می‌شد و در برنامه‌های "فرهنگ مردم" که توسط پژوهشگر فقید انجوی شیرازی تهیه می‌شد به خواندن اشعار فولکلوریک به شیوه ضربی از نواحی مختلف ایران اشتغال داشت و دو بار جایزه بهترین مجری این برنامه را به دست آورد.

## مهاجرت
زینت خطیبی در سال ۱۳۵۴ به آمریکا مهاجرت کرد و پس از انقلاب به همراه پرویز خطیبی به تهیه واجرای برنامه‌های یک رادیوی یک‌ساعته به نام «رادیو ایران» در نیویورک پرداخت. چندی بعد در سال ۱۹۸۳ با پرویز خطیبی در تهیه و اجرای نوارهای سیاسی فکاهی ملاخورون، آخوند کشون، خلیفه جمارون و بالاتر از خطر پرداخت و بعدها نیز در مجموعه ویدئویی این آثار به نام «سه ملا» ایفای نقش کرد. آثاری که با استفاده از مهارت خطیبی در سرودن اشعار فکاهی – سیاسی توانست شیوه ابداعی زینت خطیبی را در خواندن اشعار فولکلوریک به بهترین نحو درکار خواندن ترانه‌های سیاسی فکاهی و ریتمیک بکار گیرد. زینت خطیبی در آمریکا همواره در تهیه آثار نمایشی – رادیویی و تلویزیونی پرویز خطیبی به عنوان منشی صحنه، طراح لباس و بازیگر با او مشارکت داشت. او در لس آنجلس زندگی می‌کرد.

## فیلم‌شناسی
1. دشمن زن (۱۳۳۷)
2. واریته بهاری (۱۳۲۸)
3. زندانی امیر (۱۳۲۷)
4. طوفان زندگی (۱۳۲۷)